# Rhinotyphlops ataeniatus
Espèce
Synonymes
- Typhlops unitaeniatus var. ataeniatus Boulenger, 1912
- Typhlops unitaeniatus ataeniatus Boulenger, 1912
- Rhinotyphlops ataeniata (Boulenger, 1912)
- Letheobia ataeniata (Boulenger, 1912)
- Typhlops somalicus Calabresi, 1918

Rhinotyphlops ataeniatus est une espèce de serpents de la famille des Typhlopidae. 

## Répartition
Cette espèce se rencontre en Somalie, dans l'est de l'Éthiopie et dans le nord-est du Kenya. Elle est présente entre 25 et 100 m d'altitude.

## Publication originale
- Boulenger, 1912 : Missione per la frontiera Italo—Etiopica sotto il comando del Capitano Carlo Citerni. Risultati zoologici. List of the reptiles and batrachians. Annali del Museo Civico di Storia Naturale di Genova, sér. 3, vol. 5, p. 329-332 (texte intégral).